# Pingfang
Pingfang léase Ping-Fáng (en chino:平房区, pinyin:Píngfáng Qū) es un distrito urbano bajo la administración directa de la Subprovincia de Harbin, capital provincial de Heilongjiang , República Popular China. El distrito yace en una llanura con una altitud promedio de 119 m s. n. m., ubicada en el centro financiero de la ciudad. Su área total es de 94 km² y su población proyectada para 2010 fue de 190 253 habitantes.

## Administración
El distrito de Pingfang se divide en 10 pueblos que se administran en  8 subdistritos y 2 poblados.
Subdistritos: Xīngjiàn, Bǎoguó, liánméng, Yǒuxié, Xīnjiāng, Xīnwěi, Píngxīn, Píngshèng y Jiàn'ān.
Poblados: Pingfang (平房镇)